# Žofie Šarlota Oldenburská
Žofie Šarlota Oldenburská (2. února 1879, Oldenburg – 29. března 1964, Westerstede) byla pruská princezna, manželka Eitela Fridricha Pruského, syna Viléma II. V historii je známá především kvůli manželství s Eitelem, které bylo velmi nešťastné a nakonec bylo rozvedeno. Byla považována za jednu z nejbohatších žen své doby.

## Život

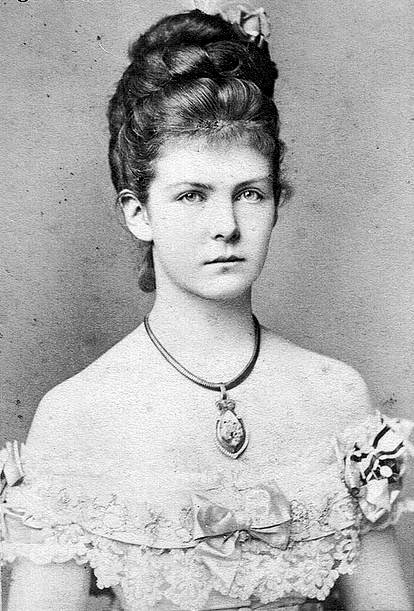
Žofiina matka Alžběta Anna

### Rodina a dětství

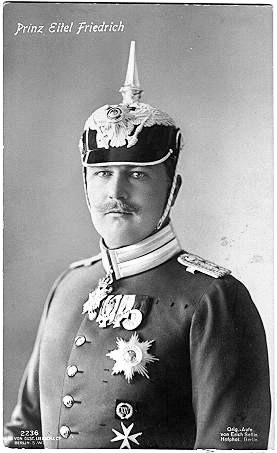
První manžel Žofie Šarloty: Eitel Fridrich

Žofie Šarlota, později zvaná Lotta, se narodila 2. února 1879 v Oldenburgu. Byla jednou přeživší dcerou Fridricha Augusta II. Oldenburského a jeho první manželky Alžběty Anny Pruské. Tomuto páru se později narodila i druhá dcera, Markéta, která ale ve věku jednoho roku zemřela. Žofiin otec se později oženil s Alžbětou Alexandrinou Meklenbursko-Zvěřínskou, která mu porodila i syna Mikuláše. Žofie Šarlota získala své jméno po Žofii Šarlotě Hannoverské, která byla manželkou Fridricha I. Pruského.

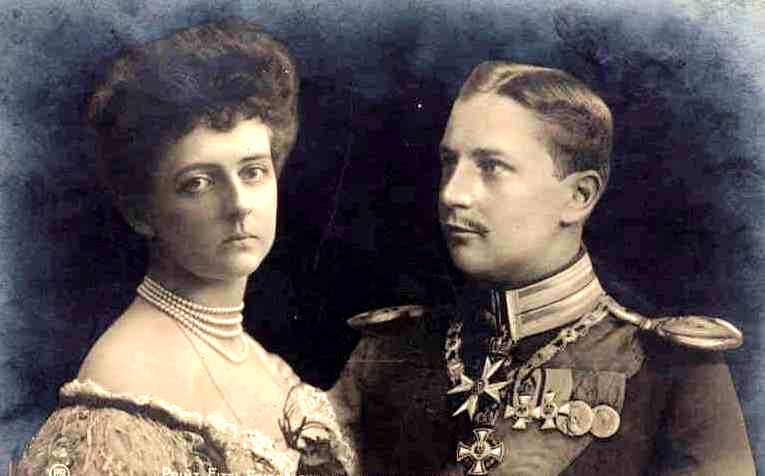
Žofie Šarlota s prvním manželem

Žofie Šarlota trávila mnoho času se svým otcem, především při jachtingu na společných výletech. Většinu svého dětství strávila v zahraničí a často v Londýně navštěvovala svoji tetu z matčiny strany: Luisu Markétu Pruskou. Též často pobývala v Itálii se svojí babičkou Marií Annou Anhaltsko-Desavskou. Byla dobře vzdělávána a údajně byla též dobrá hudebnice a nadaná malířka.

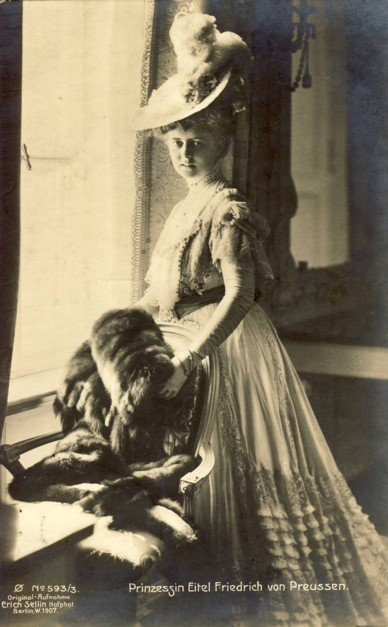
Fotografie Žofie Šarloty v roce 1907

Žofiina matka zemřela roku 1895. Žofie Šarlota byla její jedinou dědičkou a jednalo se o skutečně velké bohatství. Její otec se znovu oženil a po letech manželství měla Žofie i čtyři nevlastní sourozence: dědice Mikuláše, Alexandrinu, která ale zemřela jako novorozeně, Ingeborg Alix a nejmladší Altburg, která zemřela v roce 2001. Celá rodina i s Žofií Šarlotou žila v nově vystavěném Elisabeth-Anna-Palais, paláci, který byl vystavěn na památku její matky. Roku 1900 se pak její otec stal vévodou oldenburským. Přestože Fridrichu Augustovi se dařilo, Žofie Šarlota nebyla v novém domově s macechou šťastná a první nabídka k sňatku jí přišla jako vysvobození.

### Mládí
Žofie Šarlota pravděpodobně po své matce zdědila chatrné zdraví a proto často odjížděla na lázeňské léčebné pobyty. Roku 1904 byl německý novinář odsouzen na měsíc ve vězení za to, že v novinách uveřejnil vztah Žofie Šarloty a pobočníka jejího otce. Ve své zprávě také novinář popisoval pochybnou morálku, která v lázních panuje.
V červnu 1905 se Žofie Šarlota poprvé setkala s Eitelem Fridrichem. Stalo se tak na svatbě korunního německého prince Viléma a Cecílie Meklenbursko-Zvěřínské. Ještě ten měsíc se oba znovu setkali v Kielu a více se seznámili. Na Eitela v té době tlačila především matka Augusta Viktorie Šlesvicko-Holštýnská, která si pro svého druhorozeného syna přála manželku z rodu oldenburských. Už proto, že sama Žofie Šarlota byla přes matku spřízněna s hohenzollerny a navíc byla oblíbenkyní císaře. Ještě před svatbou korunního prince Viléma a Cecílie dokonce panovaly zvěsti a brzkém sňatku staršího Viléma a Žofie Šarloty. Nicméně, Vilém si za manželku zvolil Cecílii.
V září roku 1905 odcestoval Eitel na několik týdnů do Lensahnu (obec v dnešním Šlesvicku-Holštýnsku). Tam se zasnoubil se Žofií Šarlotou. Důvodem sňatku ale nebyla láska nebo náklonnost obou; v případě Eitela šlo jen o nátlak ze strany jeho matky, zatímco Žofie Šarlota chtěla jen odejít od rodiny, kde byla nešťastná. Sám Eitel byl znám brutálním chováním, neohrabaností a divokou povahou.

### Svatba a život v manželství
Dne 27. února roku 1906 se konala svatba Žofie Šarloty a Eitela Fridricha. Obřad se odehrával v Berlíně. Na svatbě páru se navíc odehrála i oslava stříbrné svatby císaře s císařovnou, což popularitu celé události ještě zvětšilo. Svatba měla okolo tisíce a půl hostů, většinou z německé vládnoucí rodiny. Žofie Šarlota měla na svatbě šaty dlouhé přes tři a půl metru vyrobené z perleťového hedvábí. Svatba měla tři části a probíhala tři dny. První den byly podepsány manželské smlouvy podle stanov hohenzollernů, další den byly proneseny sliby a třetí den proběhl náboženský obřad.
Manželství Žofie Šarloty a Eitela Fridricha nebylo vůbec šťastné. I přes milé přivítání v Berlíně, Žofie Šarlota tam neměla žádné přátele a byla osamocená. Její manžel jí byl navíc často nevěrný. Během první světové války se navíc, až na výjimky, nevídali. Pro Žofii to byly smutné časy a většinou jen osamotě pobývala v rezidenci Bellevue v Berlíně.

### Skandál a rozvod
Roku 1922 Eitel Fridrich obvinil čtveřici německých novinářů za to, že jeho ženu Žofii Šarlotu obvinili z cizoložství. Celá událost začala tím, že byla Žofie Šarlta předvolána jako svědek při rozvodu manželství a přiznala, že má poměr s navrhovatelem. Navíc se sama, po otázce soudce, přiznala, že vztah trval i po její svatbě s Eitelem. Záhy dodala, že její manžel si byl jejich vztahu vědom. Později ale vše odmítla. V novinách byl posléze celý případ silně cenzurován.
20. října 1926 bylo manželství rozvedeno. Samotné řízení ale začalo již v březnu 1919. Pár neměl žádné děti a předpokládá se, že se spolu chtěli rozvést již dříve, jenže do toho vstoupila válka a Eitel jako vojenský velitel musel nastoupit. Po rozvodovém řízení bylo do spisu uvedeno, že příčinou nesvárů byla hlavně Eitelova povaha.

### Pozdější život
Po rozvodu měla Žofie Šarlota ještě několik milostných vztahů, již roku 1927 se ale znovu vdala. Tentokrát za bývalého postdamského policistu Haralda van Hedemanna. I přesto, že Harald byl naprosto neurozený, svatba byla velkolepá a hostem byl i, tehdy již bývalý velkovévoda, Fridrich August II. (Žofiin otec). Svatba se konala na zámku Rastede nedaleko Žofiina rodného Oldenburgu.
Žofie Šarlota Oldenburská zemřela 29. března 1964 ve městě Westerstede, kde prožila poslední léta života. zemřela ve věku 85 let.

## Vývod z předků
|                             |                                 |  |                     |                                                      |  |  |  |  |  |  |  | Petr I. Oldenburský |
|                             |                                 |  |                     |                                                      |  |  |  |  |  |  |  |                     |
|                             | August I. Oldenburský           |  |                     |                                                      |  |  |  |  |  |  |  |                     |
|                             |                                 |  |                     |                                                      |  |  |  |  |  |  |  |                     |
|                             |                                 |  |                     | Bedřiška Alžběta Württemberská                       |  |  |  |  |  |  |  |                     |
|                             |                                 |  |                     |                                                      |  |  |  |  |  |  |  |                     |
|                             | Petr II. Oldenburský            |  |                     |                                                      |  |  |  |  |  |  |  |                     |
|                             |                                 |  |                     |                                                      |  |  |  |  |  |  |  |                     |
|                             |                                 |  |                     | Viktor II. Anhaltsko-Bernbursko-Schaumbursko-Hoymský |  |  |  |  |  |  |  |                     |
|                             |                                 |  |                     |                                                      |  |  |  |  |  |  |  |                     |
|                             | Ida Anhaltská                   |  |                     |                                                      |  |  |  |  |  |  |  |                     |
|                             |                                 |  |                     |                                                      |  |  |  |  |  |  |  |                     |
|                             |                                 |  |                     | Amálie Nasavsko-Weilburská                           |  |  |  |  |  |  |  |                     |
|                             |                                 |  |                     |                                                      |  |  |  |  |  |  |  |                     |
|                             | Fridrich August II. Oldenburský |  |                     |                                                      |  |  |  |  |  |  |  |                     |
|                             |                                 |  |                     |                                                      |  |  |  |  |  |  |  |                     |
|                             |                                 |  |                     | Fridrich Sasko-Altenburský                           |  |  |  |  |  |  |  |                     |
|                             |                                 |  |                     |                                                      |  |  |  |  |  |  |  |                     |
|                             | Josef Sasko-Altenburský         |  |                     |                                                      |  |  |  |  |  |  |  |                     |
|                             |                                 |  |                     |                                                      |  |  |  |  |  |  |  |                     |
|                             |                                 |  |                     | Šarlota Georgina Meklenbursko-Střelická              |  |  |  |  |  |  |  |                     |
|                             |                                 |  |                     |                                                      |  |  |  |  |  |  |  |                     |
|                             | Alžběta Sasko-Altenburská       |  |                     |                                                      |  |  |  |  |  |  |  |                     |
|                             |                                 |  |                     |                                                      |  |  |  |  |  |  |  |                     |
|                             |                                 |  |                     | Ludvík Württemberský                                 |  |  |  |  |  |  |  |                     |
|                             |                                 |  |                     |                                                      |  |  |  |  |  |  |  |                     |
|                             | Amálie Württemberská            |  |                     |                                                      |  |  |  |  |  |  |  |                     |
|                             |                                 |  |                     |                                                      |  |  |  |  |  |  |  |                     |
|                             |                                 |  |                     | Henrietta Nasavsko-Weilburská                        |  |  |  |  |  |  |  |                     |
|                             |                                 |  |                     |                                                      |  |  |  |  |  |  |  |                     |
| 'Žofie Šarlota Oldenburská' |                                 |  |                     |                                                      |  |  |  |  |  |  |  |                     |
|                             |                                 |  |                     |                                                      |  |  |  |  |  |  |  |                     |
|                             |                                 |  | Fridrich Vilém III. |                                                      |  |  |  |  |  |  |  |                     |
|                             |                                 |  |                     |                                                      |  |  |  |  |  |  |  |                     |
|                             | Karel Pruský                    |  |                     |                                                      |  |  |  |  |  |  |  |                     |
|                             |                                 |  |                     |                                                      |  |  |  |  |  |  |  |                     |
|                             |                                 |  |                     | Luisa Meklenbursko-Střelická                         |  |  |  |  |  |  |  |                     |
|                             |                                 |  |                     |                                                      |  |  |  |  |  |  |  |                     |
|                             | Fridrich Karel Pruský           |  |                     |                                                      |  |  |  |  |  |  |  |                     |
|                             |                                 |  |                     |                                                      |  |  |  |  |  |  |  |                     |
|                             |                                 |  |                     | Karel Fridrich Sasko-Výmarsko-Eisenašský             |  |  |  |  |  |  |  |                     |
|                             |                                 |  |                     |                                                      |  |  |  |  |  |  |  |                     |
|                             | Marie Sasko-Výmarsko-Eisenašská |  |                     |                                                      |  |  |  |  |  |  |  |                     |
|                             |                                 |  |                     |                                                      |  |  |  |  |  |  |  |                     |
|                             |                                 |  |                     | Marie Pavlovna Romanovová                            |  |  |  |  |  |  |  |                     |
|                             |                                 |  |                     |                                                      |  |  |  |  |  |  |  |                     |
|                             | Alžběta Anna Pruská             |  |                     |                                                      |  |  |  |  |  |  |  |                     |
|                             |                                 |  |                     |                                                      |  |  |  |  |  |  |  |                     |
|                             |                                 |  |                     | Fridrich Anhaltsko-Desavský                          |  |  |  |  |  |  |  |                     |
|                             |                                 |  |                     |                                                      |  |  |  |  |  |  |  |                     |
|                             | Leopold IV. Anhaltský           |  |                     |                                                      |  |  |  |  |  |  |  |                     |
|                             |                                 |  |                     |                                                      |  |  |  |  |  |  |  |                     |
|                             |                                 |  |                     | Amálie Hesensko-Homburská                            |  |  |  |  |  |  |  |                     |
|                             |                                 |  |                     |                                                      |  |  |  |  |  |  |  |                     |
|                             | Marie Anna Anhaltsko-Desavská   |  |                     |                                                      |  |  |  |  |  |  |  |                     |
|                             |                                 |  |                     |                                                      |  |  |  |  |  |  |  |                     |
|                             |                                 |  |                     | Ludvík Karel Pruský                                  |  |  |  |  |  |  |  |                     |
|                             |                                 |  |                     |                                                      |  |  |  |  |  |  |  |                     |
|                             | Bedřiška Vilemína Pruská        |  |                     |                                                      |  |  |  |  |  |  |  |                     |
|                             |                                 |  |                     |                                                      |  |  |  |  |  |  |  |                     |
|                             |                                 |  |                     | Frederika Meklenbursko-Střelická                     |  |  |  |  |  |  |  |                     |
|                             |                                 |  |                     |                                                      |  |  |  |  |  |  |  |                     |